# Jack Melford
Jack Melford (5 de septiembre de 1899 – 22 de octubre de 1972) fue un actor cinematográfico y televisivo de nacionalidad británica.
Nacido en Londres, Inglaterra, su verdadero nombre era John Kenneth George Smith.Era hermano del director y guionista cinematográfico Austin Melford, y sus padres fueron los artistas teatrales Austin Melford and Alice Gambra. Tuvo una hija actriz, Jill Melford.
Jack Melford falleció en Poole, Inglaterra, en 1972.

## Selección de su filmografía
- Find the Lady (1936)
- Luck of the Turf (1936)
- Scruffy (1938)
- Let's Make a Night of It (1938)
- Spare a Copper (1940)
- The Laughing Lady (1946)
- The October Man (1947)
- No Room at the Inn (1948)
- My Brother Jonathan (1948)
- When You Come Home (1948)
- Up for the Cup (1950)
- Background (1953)
- El quinteto de la muerte (1955)
- The End of the Line (1957)
- A Home of Your Own (1964)
- A Shot in the Dark (1964)
- Night Train to Paris (1964)
- Lust for a Vampire (1971)